# Liste der Biografien/Polf
Liste der Biografien |
Portal Biografien |
Personensuche
# |
A |
B |
C |
D |
E |
F |
G |
H |
I |
J |
K |
L |
M |
N |
O |
P |
Q |
R |
S |
T |
U |
V |
W |
X |
Y |
Z |
?
 
Pa |
Pc |
Pe |
Pf |
Ph |
Pi |
Pj |
Pk |
Pl |
Pm |
Pn |
Po |
Pr |
Ps |
Pt |
Pu |
Pv |
Pw |
Py
 
Poa |
Pob |
Poc |
Pod |
Poe |
Pof |
Pog |
Poh |
Poi |
Poj |
Pok |
Pol |
Pom |
Pon |
Poo |
Pop |
Por |
Pos |
Pot |
Pou |
Pov |
Pow |
Pox |
Poy |
Poz
 
Pola |
Polc |
Pold |
Pole |
Polf |
Polg |
Polh |
Poli |
Polj |
Polk |
Poll |
Polm |
Poln |
Polo |
Pols |
Polt |
Polu |
Polv |
Polw |
Poly |
Polz
Die Liste der Biografien führt alle Personen auf, die in der deutschsprachigen Wikipedia einen Artikel haben. Dieses ist eine Teilliste mit 4 Einträgen von Personen, deren Namen mit den Buchstaben „Polf“ beginnt.

## Polf

### Polfe
- Polfeldt, Ingegerd (* 1912), schwedische Kunsthistorikerin
- Polfer, Josy (1929–1976), luxemburgischer Radrennfahrer
- Polfer, Lydie (* 1952), luxemburgische Politikerin, Mitglied der Chambre, MdEPLydie Polfer (* 1952)

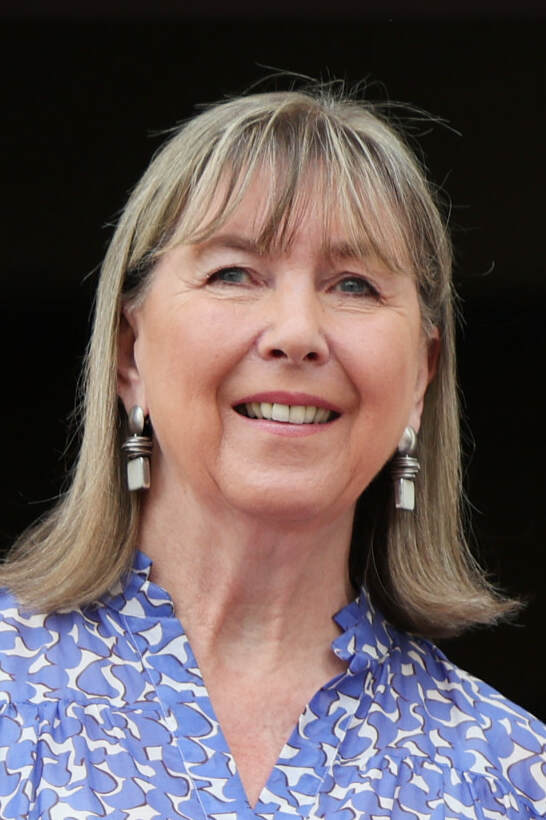
Lydie Polfer (* 1952)

### Polfj
- Polfjärd, Jessica (* 1971), schwedische Politikerin (Moderaterna), MdEP